# Gerontha captiosella
Gerontha captiosella är en fjärilsart som beskrevs av Walker 1864. Gerontha captiosella ingår i släktet Gerontha och familjen äkta malar. Inga underarter finns listade i Catalogue of Life.